# Trauer

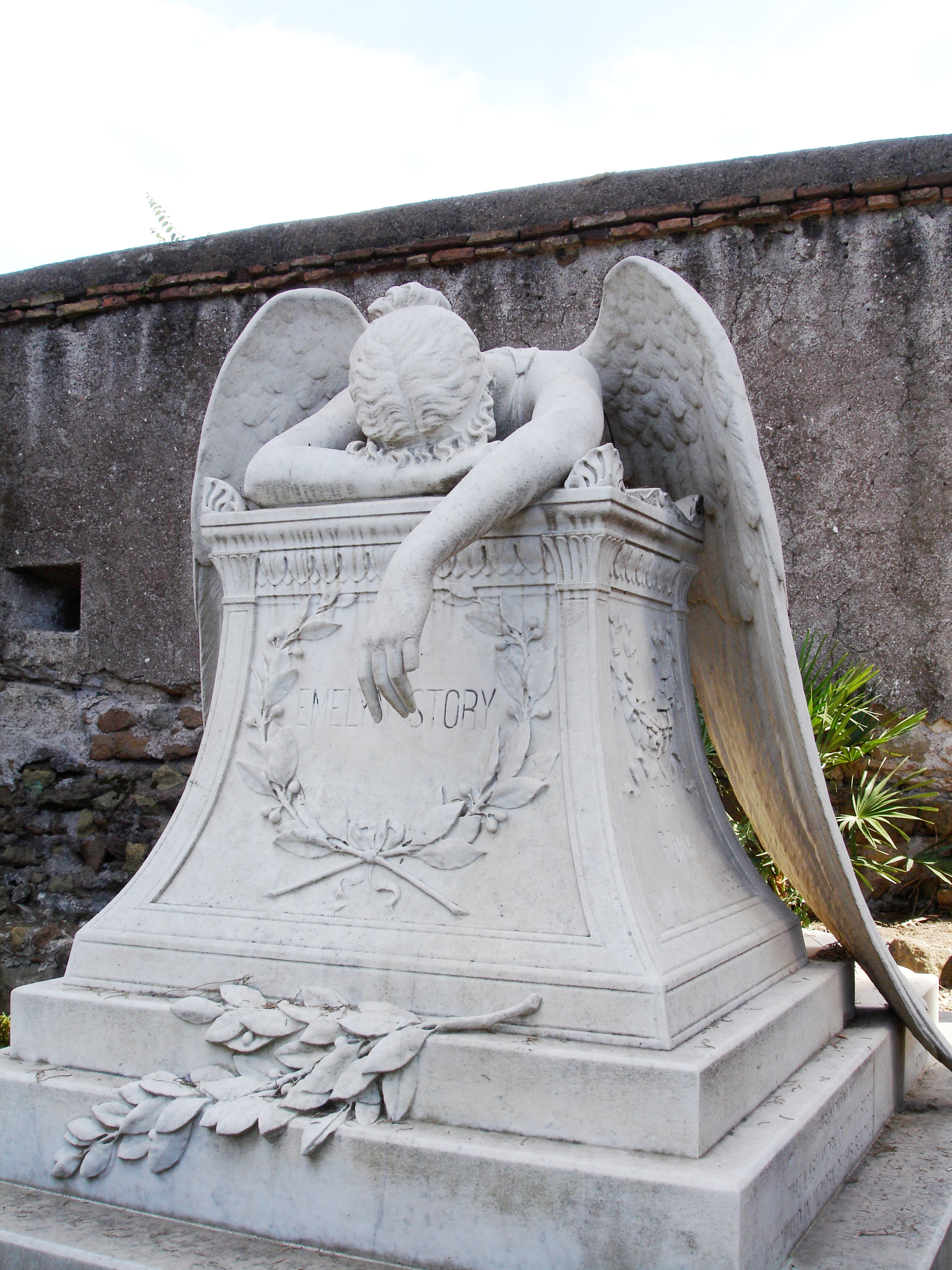
Engel der Trauer – Grabmal auf dem protestantischen Friedhof von Rom

Trauer ist eine Gemütsstimmung, die etwa durch den Verlust einer geliebten oder verehrten Person, durch einen ideellen Verlust oder die Erinnerung an solche Verluste hervorgerufen wird.

## Arten
Trauer bzw. Trauern bezeichnet
- einen emotionalen Zustand. Es ist ein Gefühl der Niedergeschlagenheit, einer emotionalen Taubheit oder der Erstarrung. Andernfalls kann es zum Hervorbrechen heftiger Emotionen, wie Schmerz, Panik, Traurigkeit, Wut, Schuldgefühle,[1] eines Mangels an Lebensfreude (kurzzeitig oder länger andauernd), eines seelischen Rückzugs oder einer starken Kränkung kommen;[2]
- einen Prozess bei der Bewältigung von Trennung, etwa als Reaktion nach dem Tod eines geliebten Menschen, nach der Auflösung einer Liebesbeziehung oder Partnerschaft oder auch bei einem sonstigen schwer empfundenen Verlust (Menschen, zu denen eine emotionale Bindung besteht, Fähigkeiten, Möglichkeiten, Perspektiven, Visionen, Tiere, Pflanzen und Gegenstände);

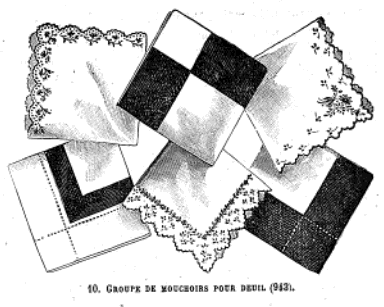
Französische Modezeitschrift mit Mustern für Taschentücher für Volltrauer (schwarzer Trauerrand) und Halbtrauer (gestickter Rand, 1888)

- Französische Modezeitschrift mit Mustern für Taschentücher für Volltrauer (schwarzer Trauerrand) und Halbtrauer (gestickter Rand, 1888)eine besondere Art der Kleidung, welche als Ausdruck des Schmerzes über den Verlust einer nahestehenden Person getragen wird („Trauer tragen“). Heutzutage ist es in Mitteleuropa meist nur noch zur Beerdigung selbst üblich. Bis ins 20. Jahrhundert gab es teilweise detaillierte Gewohnheitsregeln über die Art und Zeitdauer des Tragens von Volltrauer und Halbtrauer, die je nach Verwandtschaftsgrad zum Verstorbenen variierten. So trug die Witwe ein Jahr lang Schwarz und war auch an bestimmte weitere Regeln gebunden, etwa zur Breite des für Korrespondenz und Taschentücher verwendeten Trauerrands, der bei Halbtrauer dünner sein konnte;
- einen offiziellen Zustand, der von der Regierung bei Unglücksfällen oder nach dem Tod einer hochrangigen Person verordnet werden kann; siehe dazu Staatstrauer.

Im weiteren Sinn unterscheidet man auch folgende Arten der Trauer: übertriebene, chronische, maskierte und verspätete Trauer (englisch: complicated, grief, traumatic).

## Trauer und Trauern
Der Trauerprozess, das Trauern, selbst besitzt verschiedene Aspekte. (Siehe auch Traurigkeit, Schmerz.)
Der Zustand der Trauer hat beim Menschen neben dem emotionalen Aspekt (etwa der Bedrückung) auch einen Verhaltensaspekt, bei dem es um die Bewältigung und Verarbeitung des seelischen Schmerzes geht. Dieser wird durch den Verlust eines nahestehenden Menschen oder Tieres verursacht. Auslöser können der Tod von Freunden, Verwandten oder Haustieren, aber auch Trennungen anderer Art (Haus, Heimat) sein, die den „räumlichen Verlust“ nahestehender oder verehrter Personen bedeuten.

## Überwinden der Trauer
Körperliche Aktivität oder Ablenkung können Trauer verdrängen oder kurzfristig erleichtern. Man kann überdies versuchen, den Verlust zu ersetzen. Trauergebräuche oder -rituale und Trauerfeiern gelten als Teil von Kultur und Kulturgeschichte; einige werden seit Jahrhunderten praktiziert. Solche Möglichkeiten werden durch Erinnerung und symbolisch wiederholtes Zurückholen und erneutes Weggeben des Betrauerten, ein Sich-Einlassen auf die Extremsituation des Verlustes gespielt und können ein allmähliches Akzeptieren und Loslösen erleichtern. Diese sogenannte Trauerarbeit kann helfen. Die Klage und auch Gespräche sind konstitutiv. Bedeutsam können auch der Ort der Trauer und/oder die zugehörige Situation sein.
Die Trauer verläuft gewöhnlich in mehreren Phasen.
1. Die meisten Betroffenen erleiden zeitweise eine Akute Belastungsreaktion („Schock“); sie können nicht wahrhaben, dass ein Mensch oder ein Tier gestorben ist oder dass ein schwerer Verlust zu erwarten ist.
2. Sie erleben eine Phase der Niedergeschlagenheit. Sinnleere, Zukunftsangst und/oder Hadern mit dem Schicksal dominieren die Gedanken. Häufig treten auch Desorientierung, Vergesslichkeit und/oder körperliche Reaktionen, wie z. B. Konzentrationsverlust, Schlafstörungen, Appetitlosigkeit oder Gewichtsverlust auf. Die Aufmerksamkeit im Kontakt mit anderen und das Bewältigen alltäglicher Aufgaben fallen schwer. Trauernde haben Verlassenheits- und Schuldgefühle sowie andere Symptome von Unwohlsein und Ermüdung.
3. In einer weiteren Phase „heilen Wunden“. Der Gedanke an die verstorbene oder verlorene Person (auch an Tiere, Haus, Heimat, Arbeit) lässt weniger verzweifeln. Es gelingt den Trauernden, sich wieder besser zu konzentrieren, das Hier und Jetzt adäquat wahrzunehmen und den Blick auf die Zukunft zu richten. Im Idealfall erreicht der Trauernde wieder ein seelisches Gleichgewicht und kann Glück und andere positive Emotionen empfinden. Er kann neuen Sinn finden.

Während oder nach der Bearbeitung der Trauer können sich neue Perspektiven eröffnen, die unabhängig vom Trauerfall sind: neue Beziehungen, Verhaltensänderungen. So kann bearbeitete Trauer auch Lernprozesse in Gang setzen oder begünstigen. Wenn die Trauerarbeit und/oder schwere zusätzliche Belastungen noch zu viel Energie beanspruchen, kann dies die Lernprozesse hemmen.
Neuerdings gibt es Trauerreisen. Die Teilnehmer einer solchen Reise (meist weniger als 20 Teilnehmer) kommen während der Trauerreise ins Gespräch; dies soll ihre Trauerarbeit fördern und erleichtern.

## Trauerphasen (Modelle)

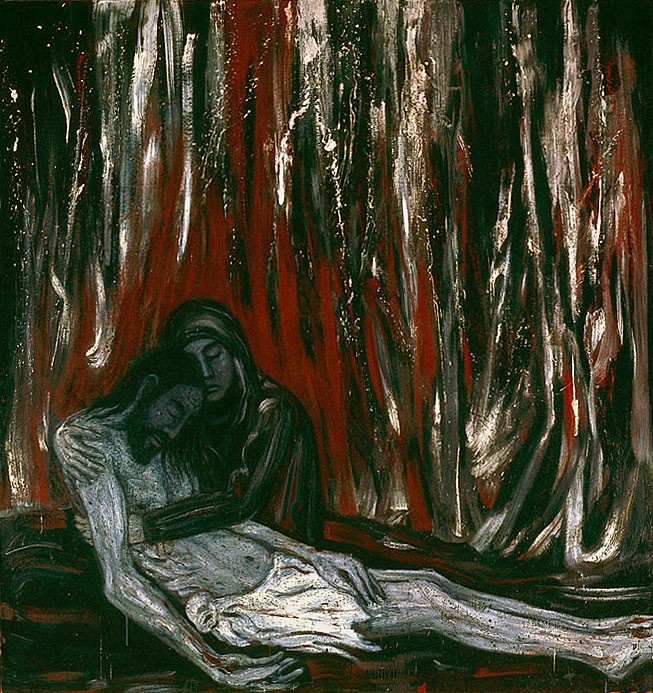
Jacek Andrzej Rossakiewicz: Pietà (1990)

### Phasen- und zielorientierte Modelle des Trauerprozesses
Elisabeth Kübler-Ross beschrieb 1969 fünf Phasen des Sterbens in einem Modell aus schrittweisem Verhalten, Reflexion, Auflehnung und Akzeptanz der Situation, Ängsten und Wünschen des Sterbenden (Sterbende sind immer auch Trauernde). Das Phasenmodell bezieht die soziale Umwelt ein und lässt sich im Trauerprozess auch für die Begleitung und Erklärung von Trauer von Angehörigen und Freunden verwenden.
Im Jahr 1970 legten die britischen Trauerforscher John Bowlby und Collin Murray Parkes ein vierphasiges Modell vor, das 1982 von Verena Kast mit dem Modell von Kübler-Ross verschmolzen und – unter Einbezug von Elementen der analytischen Psychologie – zu einem ebenfalls vierphasigen Modell verarbeitet wurde. Im Jahr 1972 hatte Yorick Spiegel bereits ein psychoanalytisch orientiertes Modell der Trauerphasen vorgelegt.
James William Worden legte im Jahr 1982 ein aufgabenorientiertes Modell vor. Demnach lässt sich Trauern als das Auseinandersetzen mit vier (später erweitert auf fünf) Traueraufgaben beschreiben.

### Trauerprozess in vier Phasen nach Kast
Diese Einteilung erfolgt nach Verena Kast und basiert auf Empfehlungen von John Bowlby und Collin Murray Parkes. Diese Theorien rund um den Trauerprozess von Verena Kast lehnen sich stark an das Modell der Sterbephasen von Kübler-Ross an und unterscheiden vier Phasen, die meist sukzessive und nicht streng voneinander getrennt ablaufen.
Erste PhaseNicht-Wahrhaben-Wollen: Der Verlust wird verleugnet, der Trauernde fühlt sich vorwiegend empfindungslos und ist oft starr vor Entsetzen: „Es darf nicht wahr sein, ich werde erwachen, das ist nur ein böser Traum!“ Die erste Phase ist meist kurz, sie dauert ein paar Tage bis wenige Wochen. Aber je unerwarteter der Tod auftritt, umso länger dauert meist die Bewältigung dieser ersten Phase.
Zweite Phaseaufbrechende Emotionen: In der zweiten Phase werden durcheinander Trauer, Wut, Freude, Zorn, Angstgefühle und Ruhelosigkeit erlebt, die oft auch mit Schlafstörungen verbunden sind. Eventuell setzt die Suche nach einem oder mehreren „Schuldigen“ ein (beispielsweise Ärzte, Pflegepersonal). Der konkrete Verlauf der Phase hängt stark davon ab, wie die Beziehung zwischen den Hinterbliebenen und dem Verlorenen war, ob zum Beispiel Probleme noch besprochen werden konnten oder ob viel offengeblieben ist. Starke Schuldgefühle im Zusammenhang mit den Beziehungserfahrungen können bewirken, dass man auf dieser Stufe stehenbleibt. Das Erleben und Zulassen aggressiver Gefühle hilft dem Trauernden dabei, nicht in Depressionen zu versinken. Weil in unserer Gesellschaft Selbstbeherrschung ein hoher Wert ist und abhängig von familiären und gesellschaftlichen Prägungen sogar die Tendenz bestehen kann, Trauer ganz zu verdrängen, bestehen oft große Schwierigkeiten, diese Phase zu bewältigen. Indem die adäquaten Emotionen auch tatsächlich erlebt und zugelassen werden, kann die nächste Trauerphase erreicht werden.
Dritte PhaseSuchen, finden, sich trennen: In der dritten Trauerphase wird der Verlorene unbewusst oder bewusst „gesucht“ – meistens, wo er im gemeinsamen Leben anzutreffen war (in Räumen, Landschaften, auf Fotos, auch in Träumen oder Phantasien …). Mit der Wirklichkeit konfrontiert, muss der oder die Trauernde immer wieder lernen, dass sich die Verbindung drastisch verändert hat. Der Verlorene wird bestenfalls zu einem „inneren Begleiter“, mit dem man durch inneren Dialog eine Beziehung entwickeln kann. Im schlechteren Fall lebt der Trauernde eine Art Pseudoleben mit dem Verlorenen, nichts darf sich ändern, der Trauernde entfremdet sich dem Leben und den Lebenden. Wenn der Verlorene aber zu einer inneren Person wird, die sich weiterentwickeln und verändern kann, wird die nächste Phase der Trauerarbeit erreicht. Besonders hilfreich erweist sich, wenn in dieser Phase des Suchens, des Findens und des Sich-Trennens auch noch ungelöste Probleme mit der verlorenen Person aufgearbeitet werden können. Bisweilen kommt es in der dritten Phase auch zu Wutausbrüchen.
Vierte PhaseNeuer Selbst- und Weltbezug: In der vierten Phase ist der Verlust soweit akzeptiert, dass der verlorene Mensch zu einer inneren Figur geworden ist. Lebensmöglichkeiten, die durch die Beziehung erreicht wurden und die zuvor nur innerhalb der Beziehung möglich gewesen sind, können nun zum Teil zu eigenen Möglichkeiten werden.
Neue Beziehungen, neue Rollen, neue Verhaltensmöglichkeiten, neue Lebensstile können möglich werden. Dass jede Beziehung vergänglich ist, dass alles Einlassen auf das Leben an den Tod grenzt, wird als Erfahrung integrierbar. Idealerweise kann man sich dann trotz dieses Wissens auf neue Bindungen einlassen, weil man weiß, dass Verluste zu ertragen zwar schwer, aber möglich ist und auch neues Leben in sich birgt.

### Trauerprozess in vier Phasen nach Yorick Spiegel
Der systematische Theologe Yorick Spiegel beschrieb in seiner Habilitationsschrift von 1972 ebenfalls vier Trauerphasen; sie unterscheiden sich jedoch von den Phasen, wie sie Kast beschreibt.
Schockphase (konfrontierende Phase)Erste akute Belastungsreaktion („Schock“) nach der Todesnachricht. Diese erste Phase ist recht kurz, sie hat eine Dauer von einigen Stunden bis zu wenigen Tagen. Es lassen sich keine generellen Aussagen über die zu erwartende Heftigkeit des Schocks machen. Die Betroffenen nehmen in der Zeit nur relativ wenig von ihrer Umwelt wahr, ihr Verhalten nach der Todesnachricht ist höchst unterschiedlich. Sie sind oft nur schwer ansprechbar; je nach Schwere des Schocks zeigen sich Ansätze des Zusammenbruchs ihrer persönlichen Welt. Unterstützung von anderen Angehörigen gibt dem Hauptbetroffenen die Möglichkeit, seine eigenen Gefühle zu kontrollieren: Dadurch ist bereits die nächste Phase bezeichnet. Für das Auslösen des Trauerprozesses und die Aufnahme des Trauerprozesses sei die Phase des Schocks sehr wichtig.
Kontrollierte PhaseKontrolle der eigenen Emotionen durch verschiedene Aktivitäten (eigene und fremde). Während dieser Phase werde eine zweifache Form der Kontrolle ausgeübt: Zum einen versucht der Trauernde, seine Gefühle und Affekte zu beherrschen, zum anderen verstärken die Familienangehörigen und Freunde das Bemühen, damit ein möglicher Zusammenbruch verhindert wird und die nun notwendigen Schritte ohne größere Komplikationen vorgenommen werden können, wie die Organisation und Durchführung der Beerdigung. Diese und andere Leistungen gesellschaftlicher Art sollen den Trauernden so viel wie möglich entlasten, damit ihm die Selbstkontrolle erleichtert wird. Trotzdem erfährt sich der Trauernde in dieser Phase in starkem Maße als passiv und ist kaum in der Lage, eigene Entscheidungen durchzusetzen. Durch die starke Selbstkontrolle entsteht ein innerer Abstand zur Realität und unmittelbaren Umgebung des Trauernden, und gerade die Geschäftigkeit seiner Umgebung lässt ihn (den Trauernden) spüren, wie groß die Distanz zwischen ihr und ihm selbst geworden ist.
Zudem breitet sich hinter der kontrollierten Fassade des Trauernden ein Gefühl der Leere aus, das die Welt zwar intellektuell und praktisch anerkennt, jedoch emotional gewissermaßen leugnet. – Diese Leugnung oder Verdrängung der Situation ist ein Abwehrmechanismus, der in vielen Fällen die Selbstkontrolle aufrechterhält. Welch hohes Maß an Energie für diese Selbstkontrolle vonnöten ist, wird dadurch deutlich, dass die starke Konzentration der Kräfte allein auf den Punkt vielfach zu Kommunikationsstörungen führt. Der Trauernde spricht oft nur das Nötigste mit den ihm umgebenden Menschen; er erlebt diese (kontrollierte) Phase trotz aller Bemühungen und Rücksichtnahme auf ihn in einer unwirklichen Distanz zu seiner Umwelt und zu sich selbst. Das Ende der kontrollierten Phase ist angezeigt durch die Abreise der Verwandten und Freunde nach der Beerdigung.
Phase der RegressionWeitgehender Rückzug vom „normalen Leben“, Auseinandersetzung mit der Trauer. In dieser Phase ist der Trauernde ganz auf sich zurückgeworfen. Die hilfreichen Aktivitäten der Umwelt haben aufgehört, und im schrittweisen Begreifen seiner Situation wird er mit dem völligen Zusammenbruch der gemeinsamen Daseinswelt mit dem Verstorbenen konfrontiert. Er reagiert darauf zum einen mit stark erhöhter Emotionalität und auch mit Aggressivität. Zum anderen zieht er sich sehr zurück und überlässt sich nach Aufgabe eines Teils der zuvor mühsam aufrechterhaltenen Selbstkontrolle mehr oder weniger der Hilflosigkeit.
Dem Entgegenkommen oder der Hilfe von Freunden oder Verwandten gegenüber verhält er sich oft abweisend, obschon er sich gleichzeitig ihre Hilfe wünscht. Zu den äußerlich beobachtbaren Symptomen zählen in dieser Phase Appetitlosigkeit (damit verbunden auch Gewichtsverlust, Verdauungsschwierigkeiten), Schlaflosigkeit, permanente Müdigkeit, vermehrtes Zurückgreifen auf Betäubungsmittel wie Alkohol, Nikotin und Medikamente. Um mit der aktuellen Krise fertigzuwerden, versucht der Trauernde, auf früher bewältigte Krisen zurückzugreifen, doch erweisen sich deren Bewältigungs- und Abwehrmechanismen zumeist als unzureichend. Demzufolge überlässt er sich der Hilflosigkeit und zieht sich ganz auf frühere Entwicklungsstufen zurück. Der Trauernde befindet sich in der Phase der Regression in einer Art „Zwischenzustand“, d. h., durch die noch nicht vollzogene Lösung vom Verstorbenen und die Zurückgezogenheit von den Lebenden ist es nicht zu entscheiden, welchem der Bereiche er mehr angehört. Die Ambivalenz dieser Situation verleiht dem Erleben und Empfinden des Trauernden eine große Unwirklichkeit.
In der Auseinandersetzung mit solcher Ambivalenz versucht der Trauernde mehr und mehr, mit der Situation zu leben und sich auf die daraus ergebenden Konsequenzen einzustellen, womit schließlich die adaptive Phase eingeleitet wird.
Phase der Anpassung (adaptive Phase)Langsame Rückkehr ins Leben und neue Beziehungsfähigkeit. Der Trauernde versucht, langsam wieder in sein altes Leben zurückzukommen, aber der Verlust wird immer im Herzen bleiben. Doch der Trauernde kann sich nicht ewig zurückziehen.
Die Trauerbewältigung läuft in dieser Phase keineswegs kontinuierlich ab: Kurzzeitige Rückschritte in vorherige Stadien des Trauerprozesses sind möglich. Dabei kann die ganze Schwere der Trauer wieder da sein, doch klingen die Abschnitte meist schneller ab.

## Trauerarbeit

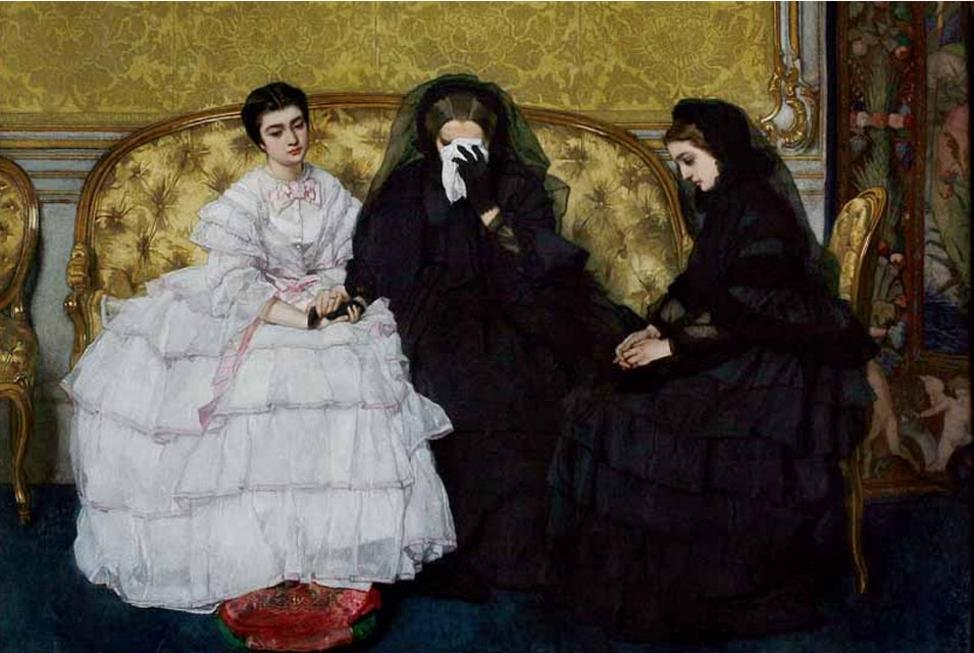
In Memoriam, Gemälde von Alfred Stevens, um 1860

Der Trauerprozess ist kein passiver Vorgang, bei dem etwas mit einem geschieht; vielmehr muss der Trauernde aktiv werden und eine Reihe von Aufgaben lösen, wobei ihm Unterstützung beim Trauern (etwa Ermutigung, Orientierungshilfe, Psychopharmaka und Begleitung) geleistet werden kann. Diese „Arbeit“ gewährleistet erst einen „normalen“ Trauerprozess; wird die Trauerarbeit nicht geleistet, ist der Abschluss des Trauerprozesses nicht mehr möglich. Pathologische Trauerverarbeitung ist die Folge.
Yorick Spiegel nennt folgende Aufgaben, die der Trauernde zu lösen hat:
- Auslösung der Trauer,
- Strukturierung,
- Anerkennung der Realität,
- Entscheidung zum Leben,
- Expression unakzeptabler Gefühle und Wünsche,
- Bewertung des Verlustes,
- Inkorporation des Verstorbenen,
- Chance der Neuorientierung.

Es lassen sich keine eindeutigen Aussagen darüber machen, zu welchem Zeitpunkt welche Aufgabe vom Trauernden in Angriff genommen werden soll. Teilweise überschneiden sich die Bereiche und müssen gleichzeitig angegangen werden – aber der Trauernde kann ebenso eine ganze Zeit lang auf die Lösung nur einer bestimmten Aufgabe fixiert sein.
Des Weiteren ist der Trauerprozess individuell, also bei jedem Menschen anders. Manchmal werden die genannten Phasen nicht oder nur kaum merklich durchlaufen. Die Phasenmodelle sind somit nicht als statische Gegebenheiten anzusehen, sondern als Stütze für die Betroffenen, ihren persönlichen Trauerprozess zu durchlaufen.
Sigmund Freud, Begründer der Psychoanalyse, verstand unter Trauerarbeit einen Prozess, mit dem die Libido von dem zu Betrauernden abgezogen und damit wieder frei für andere Besetzungen werde. Es könne das Ich „nach der Vollendung der Trauerarbeit wieder frei und ungehemmt“ sein.

## Stumme Anteilnahme

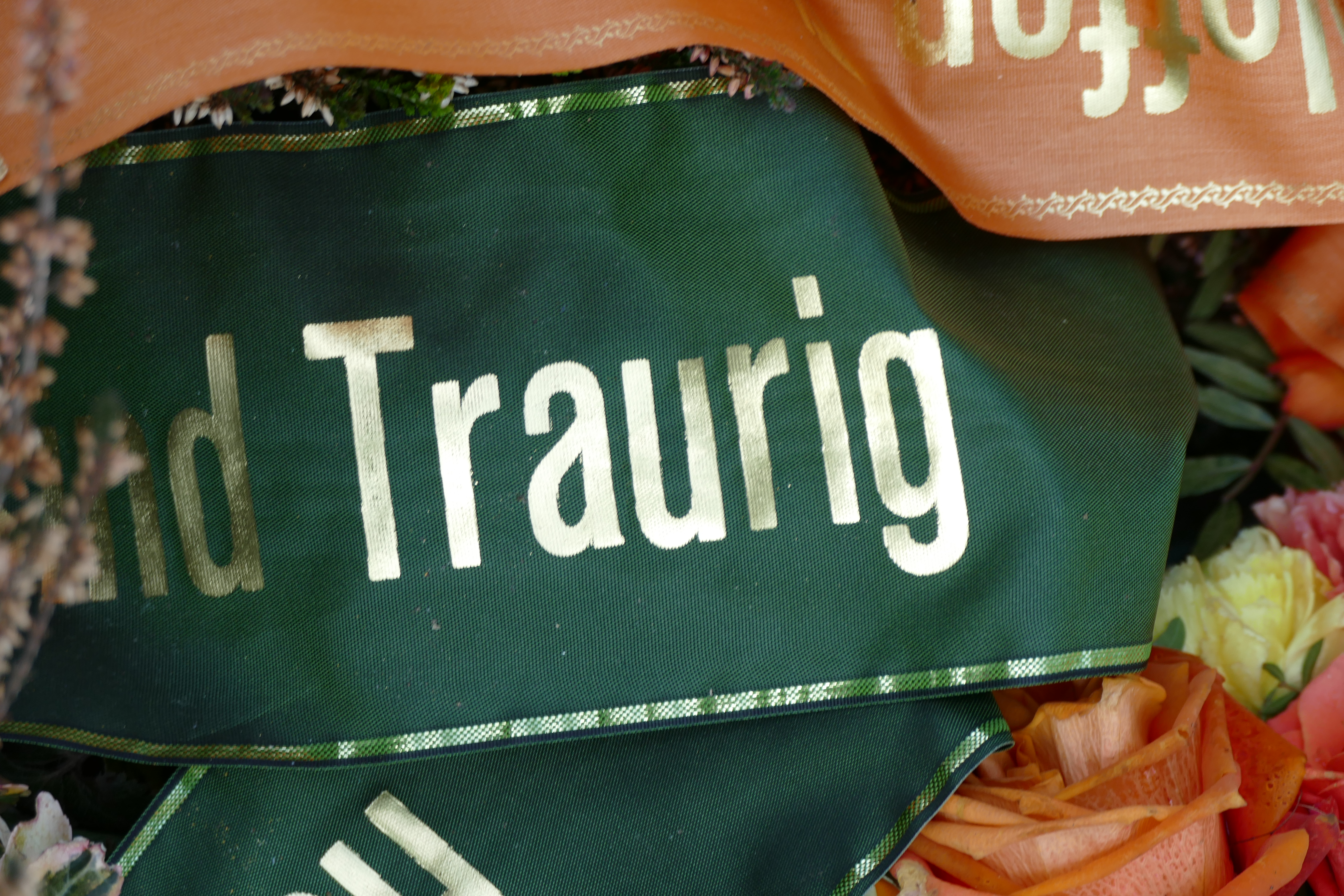
Ein Trauerkranz als Ausdruck stummer Anteilnahme

Dem Trauernden sollte gemäß Volker Faust die Möglichkeit gegeben werden, seine Gefühle zu zeigen. Aufmerksamkeiten signalisieren Verbundenheit mit dem Trauernden. Persönliche Verabschiedung vom Toten sollen möglich gemacht werden. Durch Postkarte, Mail, Anruf und kurzen Besuch wird stille Anteilnahme bekundet.

## Gesellschaftliche Entwicklung

### Duales Prozessmodell
Während in Deutschland noch lange Zeit der Trauerprozess so begriffen wurde, dass er in festgelegten Phasen verläuft, waren in den Niederlanden, in England und im gesamten angelsächsischen Raum weiterführende Modelle erarbeitet worden, um Trauer zu verstehen. Ein Modell ist das duale Prozessmodell. Es wurde von M. Stroebe und H. Schut an der Universität in Utrecht entworfen, zuerst 1999 vorgestellt und dann weiter entwickelt. Diesem Modell zufolge gibt es in der Trauer zwei Pole. Ein Pol ist verlustorientiert (englisch loss-oriented), der andere ist an der Wiederherstellung orientiert (restoration-oriented). Im Trauerprozess gehe es um ein Pendeln zwischen diesen beiden Polen. Eine trauernde Person setzt sich also einerseits mit dem Verlust auseinander, andererseits gestaltet sie ihr eigenes Leben neu. Beides erfolge nicht gleichzeitig, sondern geschehe im ständigen Wechsel. Da der Prozess starken Stress mit sich bringe, könnten dabei auch Ablenkung (englisch distraction) sowie Verweigerung und Vermeidung (denial und avoidance) wichtig und notwendig sein. Erholungspausen können Trauernden demnach guttun. Das Modell wurde im Blick auf unterschiedliche Trauersituationen (Partnerverlust, Verlust des Kindes) überprüft und bestätigt.

### George A. Bonanno
Aufbauend auf den neuen Erkenntnissen der empirischen Forschung wie des dualen Prozessmodells hat der amerikanische Psychologe George A. Bonanno gegen das Phasenmodell weitere Einwände vorgebracht. Zum einen ließen sich mit diesem Modell viele Trauerriten nichtwestlicher Kulturen nicht erklären, etwa das Witzeerzählen bei einigen Ethnien in Afrika oder der mexikanische Tag der Toten. Zum anderen lasse sich die aufgeschobene (unterdrückte und später wieder aufbrechende) Trauer von Menschen nach einem einschneidenden Verlusterlebnis, die von Anhängern des Phasenmodells postuliert wird, nicht nachweisen. Wenn Menschen nach einem schweren Verlust sich sehr schnell an die neue Situation anpassen können, sei dies vor allem mit der so genannten Resilienz zu erklären, über die bis zur Hälfte der Betroffenen verfüge. Im Gegensatz zu traumatischen Erfahrungen seien bei ausbleibender Trauer in der Regel keine späteren Komplikationen zu erwarten.
Gegen Bonannos Behauptung, dass etwa die Hälfte der Trauernden resilient, also mit nur kurzer Neuorientierung reagieren würden, wenden Forscher vor allem dies ein: Anteile der Trauernden, die eine langanhaltende, erschwerte Trauer durchmachen differieren je nach Art des Verlusts stark. Bei Eltern, die ihre Kinder verlieren, vielleicht sogar durch Suizid, liege dieser Anteil bei bis zu 78 %; auch bei Menschen, die Bürgerkriege erlitten haben, ist dieser Anteil hoch. Oft komme in solchen Situationen eine posttraumatische Belastungsstörung hinzu.

### Anhaltende Trauerstörung
Die Diagnose „Anhaltende Trauerstörung“ ist Teil der International Classification of Diseases (ICD-11) der WHO und dort als Stress-verwandte Störung klassifiziert. Seit 2022 ist die Störung als „Prolonged Grief Disorder“ (vormals „Complicated Grief Disorder“ (PGD)) offiziell in der ergänzenden Textrevision DSM-5-TR des Diagnostic and Statistical Manual of Mental Disorders, dem US-Leitfaden für psychische Störungen, definiert. Die ICD- und DSM-Definitionen der Störung unterscheiden sich teilweise anhand der Symptome, nach denen eine Störung diagnostiziert wird, insbesondere aber durch die Dauer, die sie anhalten müssen. Die Entwicklung der offiziellen Diagnose zog sich wegen Unstimmigkeiten zweier US-Forschungsgruppen über Jahrzehnte. Einige US-Psychiater äußerten nach der Veröffentlichung Kritik an der neu definierten Störung. Hauptargument ist, dass Trauer ein natürlicher Vorgang ist, der nicht pathologisiert werden dürfe. Entsprechende Kritik wurde auch in Deutschland von Institutionen vorgebracht, die Trauerbegleitung anbieten, so z. B. vom Deutschen Hospiz- und PalliativVerband.

## Trauerforschung
Die Trauerforschung ist auf die Zusammenhänge von Leib und Seele ausgerichtet. Der Verlust einer nahestehenden Person bewirkt eine Stressreaktion. Diese Reaktion wirkt sich psychosomatisch aus. Sie hat zunächst die Funktion, dass der Mensch mit seiner schweren Verlusterfahrung geschützt wird. Es werden Möglichkeiten und Kräfte bereitgestellt, das eigene Leben zu erhalten. Das Alarmsystem Amygdala, das sich in den unteren Bereichen des Limbischen Systems befindet, wird aktiviert. Das Stresshormon Cortisol wird ausgeschüttet, das Stresssystem Sympathikus bestimmt alle Teile des Körpers: Die Herzschlagrate wird erhöht, die Atmung wird schneller; im Blut wird Zucker zur Verfügung gestellt. Weiterhin können körpereigene Opioide Schmerzen so betäuben, dass die Fähigkeit zum Handeln bewahrt bleibt. Zwei Reaktionsmuster können in Gang gesetzt werden, die stammesgeschichtlich sehr alt sind und welche die Menschen mit Reptilien gemeinsam haben: Es sind Flucht oder Kampf. In größter Not besteht noch ein drittes Reaktionsmuster, nämlich der Totstellreflex. Menschen fühlen sich dann wie erstarrt oder wie eingefroren. Keine dieser drei archaischen Reaktionen führt dazu, den Verlust in das eigene Leben einzubeziehen und mit diesem Verlust bewusst umzugehen.
Demgegenüber biete die Trauer als bewusstes Gefühl die Möglichkeit, den Stress nachhaltig zu reduzieren, eine Balance zu finden und mit den Erfahrungen des Verlustes zu leben. In der Trauer werden die Areale im Gehirn aktiviert, die Fühlen und Bewusstsein ermöglichen. Sie liegen über den Augenhöhlen (Orbita) und in benachbarten Regionen. Von diesen Arealen her kann auf die Amygdala eingewirkt werden und der Alarm so heruntergefahren werden, dass es wieder zur Entspannung komme. An Stelle des Stresssystems Sympathikus bestimmt dann der Parasympathikus den Körper und Erholung wird möglich. Durch Erinnerungen („Trigger“) kann erneut Alarm ausgelöst und das Stresssystem in Gang gesetzt werden. So komme es im Trauerprozess zu einem Wechselspiel, bis allmählich die Verlusterfahrung in das eigene Leben integriert wird.
Die Trauer ist auf das Mitteilen ausgerichtet, zunächst meist nonverbal: Tränen im Gesicht sind kaum zu übersehen. Das Mitteilen kann erleichtern und befreien, wenn es von anderen aufgenommen und verstanden wird. Es ist möglich, dass auf das Weinen ein Lächeln folgt. Trauer und Freude können ineinander übergehen.
Dass zahlreiche Trauernde mit Verstorbenen über deren Tod hinaus noch Kommunikation erleben, kann mit Spiegelneuronen und Spiegelsystemen erklärt werden. Diese Systeme, die sich in der Zeit gemeinsamen Lebens gebildet haben, wirken im Trauernden weiter; Konflikte mit Verstorbenen können gelöst werden. In Untersuchungen zu Spiegelneuronen wurden auch Areale entdeckt, die bei Abgrenzung aktiviert werden.

### Adaptionen in der Trauerbegleitung
Die neuen Erkenntnisse vor allem des Dualen Prozess-Modells haben eine neue Generation von Literatur für die Trauerbegleitung hervorgebracht, die für die Bewegung der Trauernden zwischen den Polen Bilder zu geben versucht und die vor allem die Individualität und Vielfalt der Trauerverläufe würdigt.

#### Das Spielraum-Modell
In der Weiterentwicklung des Dualen Prozessmodells hat der Trauerbegleiter Klaus Onnasch – gemeinsam mit der ärztlichen Psychotherapeutin Ursula Gast – das Spielraum-Modell erarbeitet. Dabei wurden neurobiologische Erkenntnisse und Erfahrungen langjähriger Praxis einbezogen.
Trauern geschieht nach dem Spielraum-Modell im Pendeln zwischen Polen:
1. Arbeit und Erholung: Die Auseinandersetzung mit dem Verlust ist harte Arbeit. Es ist sehr wichtig, sich immer wieder Zeiten der Entspannung zu nehmen. Nach solcher „Trauererholung“ können Trauernde erneut schmerzhafter Sehnsucht Raum geben, bis wieder Unterbrechung und Ruhe notwendig werden.
2. Vergangenheit und Zukunft: In Erinnerungen sind Trauernde dem gemeinsamen Leben mit der verstorbenen Person zugewandt. Dann wieder geht es um die Gestaltung der eigenen Zukunft (Beziehungen, Wohnung, Arbeit, Freizeit …): Nachher kann der Blick sich auf die Vergangenheit richten und sich dann wieder der Zukunft zuwenden.
3. Beziehung zu sich selbst und zur verstorbenen Person: Trauernde nehmen sich selbst in ihren Gefühlen wahr und orientieren sich neu. Viele Trauernde berichten, sie könnten auch zu Verstorbenen Beziehung aufnehmen (z. B. in Tag- und Nachtträumen, im inneren Dialog, im Herstellen von Erinnerungsbüchern und Schatzkisten). Sie könnten diese Beziehung gestalten und in Abgrenzung wieder zu sich selbst zurückkehren.[23]

Dieser Ansatz habe auch Konsequenzen für die Trauerbegleitung: Trauernde werden in ihrer Situation gesehen und auf ihre jeweiligen Bedürfnisse wird eingegangen. Die Situation kann sich jeweils schnell ändern. Das Spielraum-Modell wurde von verschiedenen Organisationen in ihre Literatur zum Verständnis von Trauer aufgenommen.
Die Bewegung, wie sie dem Spielraum-Modell entspricht, kommt vielfach in Trauerriten afrikanischer Kulturen (Subsahara) zum Ausdruck: Trauernde bringen in Musik, Drama und Tanz ihre Gefühle zum Ausdruck, Trauer und Freude sind dabei oft verbunden.
Das Spielraum-Modell wurde u. a. bei einem Projekt der Trauerbegleitung in Kirikhan / Hatay (Südtürkei) nach dem schweren Erdbeben 2023 eingesetzt. In diesem Projekt sind Ruhe und Bewegung miteinander verbunden. Besinnung und Gemeinschaft, Tanz und Ausgelassenheit geben neuen Mut zur Lebensgestaltung.

#### Weitere Ansätze von Trauerliteratur
Die Trauerbegleiterin und Autorin von Trauerbüchern Chris Paul hat das Bild vom Kaleidoskop gewählt, um das Zusammenwirken verschiedener Aspekte im Trauerprozess zu beschreiben. Sie nennt sechs Facetten (Überleben, Wirklichkeit, Gefühle, Sich anpassen, Verbunden bleiben, Einordnen) und ordnet jeder Facette eine besondere Farbe zu. Im Prozess seien alle diese Facetten präsent, mischten sich aber immer wieder neu.
Der Psychotherapeut Robert Kachler lässt die alte Forderung, den „Verstorbenen loslassen“ zu müssen, nicht mehr gelten. Stattdessen gehe es darum, über den Tod hinaus dem Verstorbenen einen „sicheren Ort“ zu geben und die Beziehung zu ihm zu gestalten. Kachler versteht Trauer so, dass die Erfahrung bleibender Liebe im Zentrum stehe.
Der Bundesverband Verwaiste Eltern und Geschwister hat das Praxishandbuch Damit die Trauer in Bewegung kommt herausgegeben und empfiehlt darin kreative Methoden für die Trauerbegleitung: z. B. Schatzkisten, Seelenschiffe, Schmetterlingszweige, farbige Tücher und Tonarbeiten. Neben regelmäßigen Trauergruppen werden auch – je nach Bedürfnis – offenere Formate, wie Trauercafés oder Workshops für Menschen in Trauer empfohlen.
Weitere Beispiele finden sich im Artikel Trauerbegleitung.
Die Tendenz zur Individualisierung der Trauer zeigt sich auch im Wandel von Trauerkulturen, der seinen Ausdruck in Veränderungen von Gebräuchen, Riten und Symbolen findet.

## Trauerkulturen

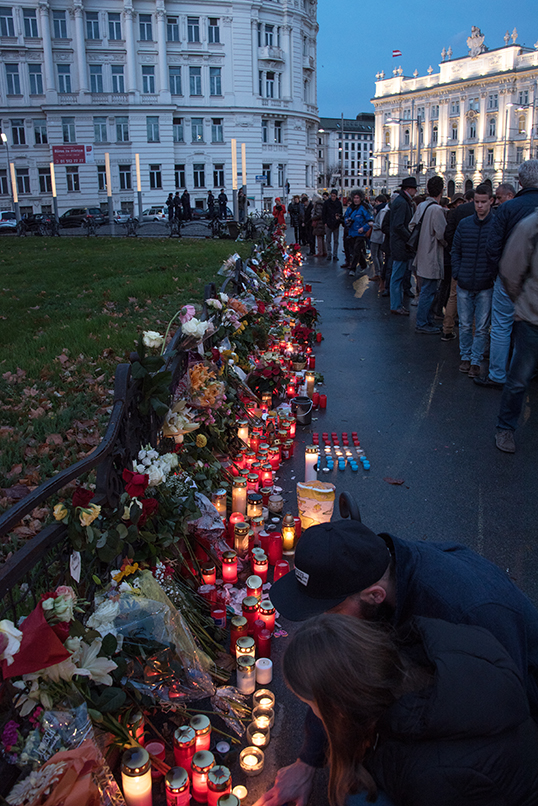
Abgelegte Blumen und Kerzen als Zeichen der Trauer nach den Anschlägen vom 13. November 2015 in Paris

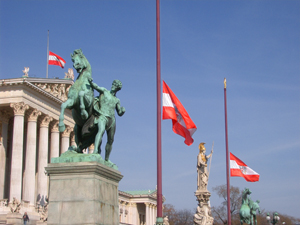
Trauerbeflaggung – Flaggen auf halbmast vor dem Wiener Parlamentsgebäude

### Säkulare Trauersitten in der westlichen Welt
In der westlichen Welt ist die Trauerkultur bis heute stark vom Christentum geprägt.
Mit der Säkularisierung der Sepulkralkultur wandeln sich im deutschsprachigen Raum seit den 1970er Jahren auch die Trauerkulturen und die Arten der Bestattung. Trauerkleidung, die traditionell oft während der gesamten Trauerzeit getragen wurde, ist heute meist nur noch am Tage der Bestattung gebräuchlich. Aufwändige Zeremonien und selbst Grabsteine, die an den Verstorbenen erinnern, können entfallen, an die Stelle eines Priesters kann bei Trauerfeiern anlässlich der Bestattung heute ein professioneller und nicht konfessionell gebundener Trauerredner treten. Die Institution des Trauerkaufhauses im deutschsprachigen Raum Ende 19./Anfang 20. Jh. ist Vergangenheit.
Neu entstandene Trauerrituale sind das Pflanzen eines Erinnerungsbaumes oder das Aufstellen von Holzkreuzen, Blumensträußen oder Kerzen am Straßenrand nach einem tödlichen Unfall oder einer Gewalttat. Die Gemeinschaft der Angehörigen von AIDS-Kranken hat seit den 1980er Jahren durch gemeinschaftlich handgenähte Quilts (AIDS Memorial Quilt) an ihre Verstorbenen erinnert.
Üblich ist für Trauernde auch heute das Bekanntmachen des Todesfalles in Form einer Familienanzeige oder durch gedruckte Trauerbriefe, in Österreich „Parten“ genannt. Die Bandbreite moderner Formen der Kondolenz reicht von mündlichen Beileidsbekundungen, Beileidskarten und Kondolenzbucheinträgen über Blumen- und Kranzspenden (die auf Wunsch der Hinterbliebenen oft durch Geldspenden an gemeinnützige Einrichtungen ersetzt werden) bis hin zu Kondolenzeinträgen auf virtuellen Friedhöfen. Für empfangene Beileidsbekundungen bedanken die Hinterbliebenen sich in einer weiteren Zeitungsanzeige oder gedruckten Karten oder Briefen.
Trauerbegleitung wird heute vielfach nicht nur von Angehörigen, Freunden, Bekannten und christlichen Seelsorgern geleistet, sondern auch von Psychotherapeuten, Selbsthilfegruppen, Netzwerken im World Wide Web und von Bestattern, die Mitarbeiter in speziellen Seminaren schulen lassen.
Gegenwärtig bestehen in Deutschland im Blick auf den Umgang mit Trauer zwei unterschiedliche Tendenzen. Einerseits gibt es eine gewisse Abkehr von traditionellen Bestattungszeremonien zum Beispiel in Form des bewusst anonymen Grabes. Andererseits zeigt sich immer stärker die Tendenz, Abschiede bewusst und individuell zu gestalten. Tief verankert ist zum Beispiel der Besuch am Grab. In der Soziologie ist von einer „Autonomie der Trauer“ die Rede. Zunächst bezieht sich das auf die Weise der Bestattung (Erd- oder Feuerbestattung, See- oder Baumbestattung), dann auch auf die Trauer selbst: Wie will jemand sich selbst wahrnehmen, verstehen, teilen und mitteilen?
Der Bestatter Fritz Roth trat in seinem Buch Trauer hat viele Farben dafür ein, die Trauernden in ihren Bedürfnissen wahrzunehmen und sie aktiv zu beteiligen. Beispielsweise wird ihnen angeboten, den Sarg des Verstorbenen mit vielen Farben zu bemalen und ihn so zu gestalten. Bei den Trauerfeiern wird auf die jeweilige Kultur der Trauernden eingegangen. Manchmal werden auch andere Kulturen einbezogen. So hat ein Unternehmen bei Erinnerungsfeiern Symbole und Riten aus dem mexikanischen Tag der Toten aufgenommen.

### Trauerkultur in Japan
In Japan gibt es fast keine Einzelgräber. Die meisten Japaner (ungefähr 95 %) werden in großen Mehrfamiliengräbern beerdigt. Meist wird der Tote eingeäschert und dann in einer Urne beigesetzt. Die Beisetzung erfolgt meistens schnell, denn der Tod ist im Buddhismus stark mit ritueller Verunreinigung verbunden.

### Christentum
Aus der Sicht des christlichen Glaubens ist Trauer eine menschliche Befindlichkeit und soll durch Gebet begleitet werden. Solidarität mit den Trauernden wird zu einer besonderen Form der Nächstenliebe – und jeder kann dazu beitragen, indem er einer trauernden Person nicht aus Scheu den Kontakt oder ein Gespräch verweigert. Trauernde zu trösten, Tote zu begraben und für Lebende und Tote zu beten gelten als Werke der Barmherzigkeit.
Zur christlichen Beerdigung gehört die Bitte, dass alle Anwesenden für ihren eigenen Tod bereit sind. Damit wird über das Abschiednehmen vom konkreten Toten der Blick darauf geweitet, dass jeder Mensch sterblich und Abschied/Tod ein durchgängiges Motiv im Leben ist.
Christen verstehen den Tod als Übergang zum ewigen Leben. In diesem Zusammenhang sind bestimmte Begriffe wie „Gottesacker“ entstanden.
Mancherorts sind – auch abhängig von der Konfession – im Ablauf der Zeit der Trauer einzelne verschiedene besondere Gottesdienstformen üblich:
- Gebet im Trauerhaus (auch Aussegnung genannt)
- Sterberosenkranz
- Kirchliche Bestattung
- Requiem (benannt nach dem Anfangswort des Eingangsgesangs in der Form der Feier lateinischer Sprache), (Eucharistiefeier in zeitlicher unmittelbarer Nähe zur Bestattung, also unmittelbar vor oder nach der Bestattung)
- Wort-Gottes-Feier (in zeitlicher unmittelbarer Nähe zur Bestattung, also unmittelbar vor oder nach der Bestattung)
- Siebter (Eucharistiefeier sieben Tage nach der Bestattung)[41][42]
- Dreißigster (Eucharistiefeier dreißig Tage nach der Bestattung)[41]
- Sechswochenamt (Eucharistiefeier etwa sechs Wochen nach der Bestattung)
- Jahramt (Eucharistiefeier um ersten Todestag)
- Jährliche Eucharistiefeier zum Gedenktag Allerseelen oder (für besondere Gruppen) an einem Tag im November (Jahrtag)

Für die Trauernden wird so ein Ritual angeboten, einen bestimmten Zeitabschnitt zu markieren und der Verstorbenen in gottesdienstlicher Form zu gedenken.
Im Juli 2007 richtete das Bistum Limburg in der Kirche St. Michael in Frankfurt-Nordend erstmals ein spezielles Trauerzentrum ein.

### Hinduismus
Im Hinduismus wird der Tod nicht als Ende, sondern als Übergang in einen anderen Daseinszustand begriffen. Auf die Bestattung folgt eine etwa 13-tägige Trauerzeit. Die Familie des Verstorbenen gilt in dieser Zeit als unrein. Neben rituellen Bädern ist es üblich, dass männliche Angehörige (besonders Söhne) sich am zehnten Tag den Kopf rasieren lassen. Die Angehörigen dürfen in der Trauerzeit ihren Gefühlen freien Lauf lassen, aber nicht an religiösen Zeremonien teilnehmen. Auch gewisse Lebensmittel (Süßigkeiten) sind ihnen nicht erlaubt. Durch diese Maßnahmen soll sichergestellt werden, dass die Seele des Verstorbenen ungehindert zu ihrer neuen Form aufsteigen kann. Gebräuchlich ist auch das – tatsächliche oder symbolische – Spenden einer Kuh. Die traditionelle Farbe der Trauer ist Weiß. Personen, die dem Verstorbenen oder den Angehörigen nahestehen, kondolieren persönlich und bringen Blumen, die dem Toten, falls er im Hause aufgebahrt ist, zu Füßen gelegt werden; entferntere Bekannte schicken Blumen und eventuell eine Karte. Am ersten Jahrestag nach dem Tod wird die Shraddha-Zeremonie durchgeführt, bei der die Trauernden der Seele (pitṛ) des Verstorbenen eine Opferspeise (pinda daan) darbringen.

### Traditionelle Trauersitten in China

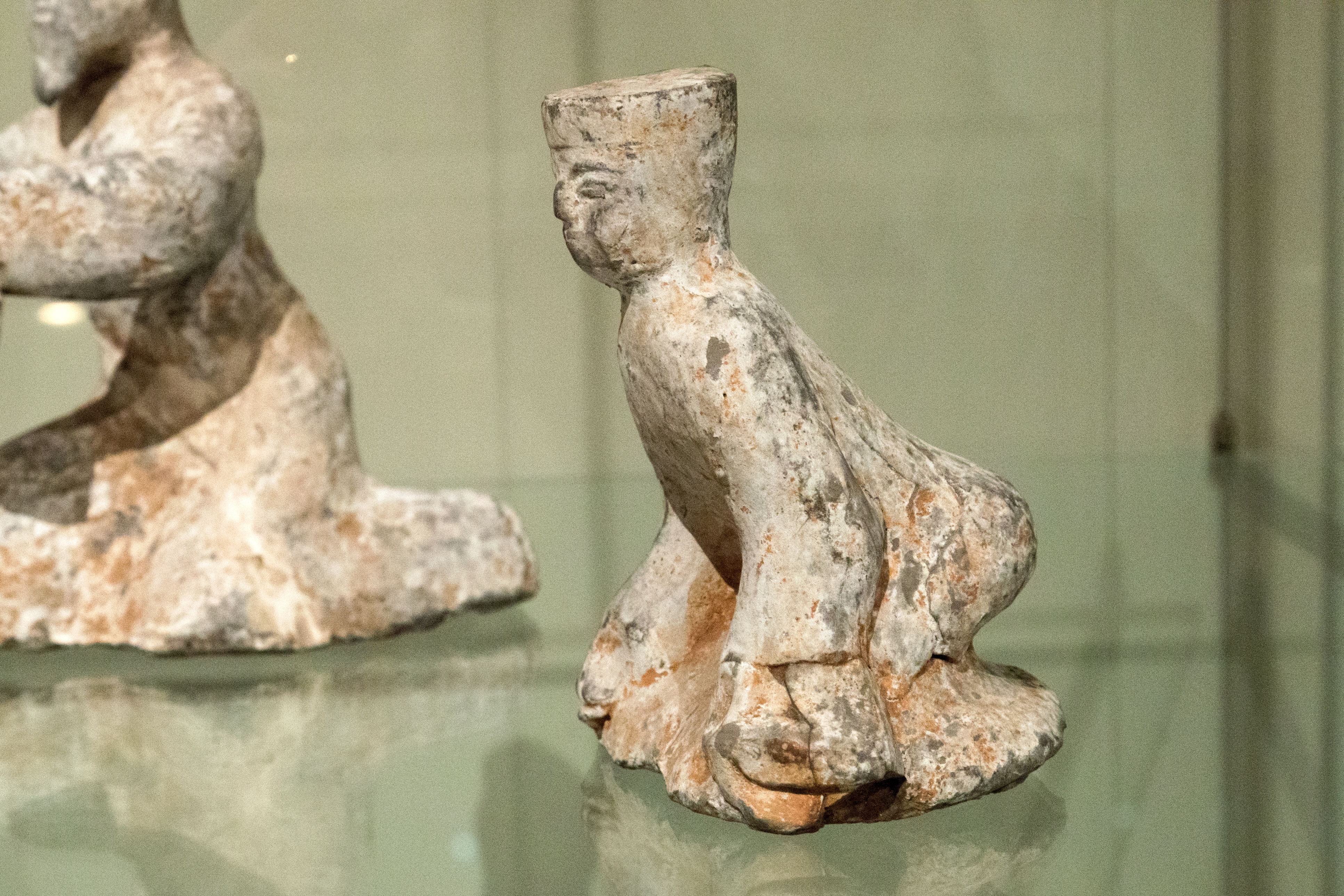
Im kaiserzeitlichen China gab es Trauerbeamte, die die Bestattungsriten überwachten

Auch in China gilt der Tod traditionell nicht als Ende, sondern als Übergang der Seele in ein ewiges Dasein. Der Konfuzianismus, der das chinesische Denken stärker geprägt hat als jede andere Philosophie, konzipiert dieses ewige Dasein allerdings nicht so sehr als Unsterblichkeit des Individuums, sondern vielmehr als Kontinuität der Familie. Die Familie ist in China alles, und das Individuum ohne Familie nichts. Trauersitten sind in China Ausdruck der kindlichen Pietät und der Verpflichtung der Jungen gegenüber den Vorausgegangenen, denen sie alles verdanken, was sie haben und was sie sind.
Der älteste Sohn der Familie des Verstorbenen hat, weil er den Fortbestand der Familienlinie garantiert, auch bei den Trauersitten eine Schlüsselfunktion. Er geht von Haus zu Haus und überliefert niederkniend den Nachbarn und Angehörigen die Todesnachricht. Es ist sehr üblich und wird erwartet, beim Erhalt einer Todesnachricht und während der Trauer laut zu weinen und zu wehklagen, selbst wenn man nicht traurig ist. Dies gilt besonders für den ältesten Sohn. Unüblich ist es hingegen, über seine Trauer zu sprechen; viel über Gefühle zu sprechen, gilt in China traditionell als ungesund.
Der Sarg mit dem Verstorbenen wurde traditionell im Haus oder Innenhof der Angehörigen zu einer mindestens einwöchigen Totenwache aufgebahrt; die Angehörigen durften in dieser Zeit weder Schmuck noch rote Kleidung tragen. Kinder und Schwiegertöchter – von denen erwartet wurde, dass ihre Trauer am größten sei – trugen Schwarz und eine Haube aus Sacktuch, Enkel trugen Blau und Urenkel Hellblau. Schwiegersöhne wurden als Außenstehende angesehen und durften hellere Farben tragen. Blutsverwandte und Schwiegertöchter hatten während der gesamten Totenwache laut zu weinen und zu wehklagen.
Nach der Bestattung begann traditionell eine 100 Tage dauernde Trauerzeit. Um ihre Trauer anzuzeigen, trugen die Angehörigen in dieser Zeit ein Stück farbigen Stoff am Ärmel: die Kinder Schwarz, die Enkel Blau und die Urenkel Grün. In sehr traditionsbewussten Familien wurden die farbigen Stoffstücke bis zu drei Jahre lang getragen. In den ersten 49 Tagen durften die Nachkommen des Verstorbenen nicht ihr Haar schneiden. Besondere Regeln galten auch für den ältesten Sohn der Familie, der in den ersten sechs Monaten nach der Bestattung weder die Farbe Rot tragen noch heiraten durfte. Verlangt war eine Trauerzeit nur beim Tode von Familienmitgliedern aufsteigender Linie; wenn ein Kind oder eine Ehefrau verstarb, konnte die Trauerzeit – weil es hier nicht um Gefühle, sondern um Pflichterfüllung gegenüber den vorausgegangenen Generationen ging – ganz entfallen.
Eine weitere chinesische Besonderheit ist das alljährliche Qingming-Fest, ein Totengedenkfest, bei dem den bestatteten Verstorbenen Blumen und Geschenke gebracht werden.

### Islam
Im Islam wird der Verstorbene gewaschen, dies ist eine Pflicht der Angehörigen. Die Waschung von verstorbenen Frauen übernehmen Frauen, die der Männer übernehmen Männer. Ist der Verstorbene in seinem Leben einmal nach Mekka gepilgert, so wird er in seinem Wallfahrerkleid eingekleidet, sonst wird er in weiße Tücher gehüllt. Dies ist ein Symbol dafür, dass die Toten ganz Gott gehören. Danach werden die rituellen Totengebete verrichtet. Die Feuerbestattung lehnt der Islam ab. Nach islamischen Regeln muss der Verstorbene mit einer Erdbestattung auf einem Grabfeld ausschließlich unter anderen Muslimen beigesetzt werden. Die Grabanlage soll in Richtung Mekka ausgerichtet sein. Der Leichnam wird auf der rechten Körperseite liegend, der Kopf nach Westen, die Füße nach Osten (geographisch aus Mitteleuropa gesehen), das Gesicht in Richtung Kaaba, bestattet. Im Haus des Verstorbenen darf drei Tage lang nicht gekocht werden. In diesen drei Tagen besuchen Angehörige das Trauerhaus, um mit der Trauerfamilie zu beten. In den darauffolgenden vierzig Tagen soll die Familie Freudenfeste vermeiden und gedeckte, dunkle Kleidung tragen. Danach werden das Grab besucht, zum Essen geladen und Spenden verteilt, denn Almosen werden einem Verstorbenen auch nach dem Tod als gute Werke angerechnet.

### Judentum
Im Judentum gibt es drei verschiedene Trauerzeiten. Die ersten sieben Tage heißen Schiv’a. Auf niedrigen Stühlen sitzend trauern die engsten Angehörigen des Verstorbenen. Während dieser Zeit rasieren sich die trauernden Männer nicht. Die trauernden Frauen schminken sich nicht. Freunde und Verwandte sorgen für die Mahlzeiten. Am Schabbat wird das „Schiwesitzen“; vgl. Schulchan Aruch, Jore Dea 380 ausgesetzt.
Die zweite Trauerphase heißt „Schloschim“ (dreißig). Wie der Name es schon sagt geht diese vom siebten bis zum dreißigsten Tag nach der Beerdigung. In dieser Zeit rasieren sich die Männer ebenfalls nicht. In einigen Gemeinden wird nach diesen dreißig Tagen der Grabstein auf das Grab gesetzt. Die Trauer der Angehörigen endet hiermit, ausgenommen die Trauer der Kinder des Verstorbenen.
Denn verstirbt ein Elternteil, trauern die Kinder zwölf Monate lang. In den zwölf Monaten werden von ihnen keine Feste und Feiern besucht. Die Trauerzeit endet für die Kinder ein Jahr nach dem Todestag (Jüdischer Kalender).

### Altes Ägypten
Ägyptische Könige wurden im Altertum einbalsamiert. Der Leichnam wurde anschließend daran mumifiziert und in Pyramiden beigesetzt. Aufgrund des Glaubens an das ewige Leben wurden viele Grabgeschenke mit in die Grabeskammer gelegt. Die Grabgeschenke sollten den Toten vor Gefahren, auf dem Weg zum Totengericht, bewahren. Aufgrund der vielen verschiedenen Pharao-Dynastien änderten sich das Glaubenssystem und damit einhergehend auch die Trauerrituale.

## Ausstellung
- 2003 Trauer mit Werken von Bas Jan Ader, Tacita Dean, Félix González-Torres, William Kentridge, Yoshitomo Nara, Zoran Naskovski und Nicole Six und Paul Petritsch. Atelier Augarten. Zentrum für zeitgenössische Kunst, Belvedere, Wien.

### Publikationen in Buchform
- Karl-Ernst Apfelbacher: Selig die Trauernden. Kulturgeschichtliche Aspekte des Christentums. Friedrich Pustet, Regensburg 2002, ISBN 3-7917-1797-9.
- Thorsten Benkel, Matthias Meitzler, Dirk Preuß: Autonomie der Trauer. Ambivalenzen des sozialen Wandels. Baden-Baden 2019, ISBN 978-3-8487-6032-9. [verfügbar unter: https://www.nomos-elibrary.de/10.5771/9783748901525/autonomie-der-trauer]
- Hubert Böke, Lene Knudsen-Böke, Monika Müller: Trauer ist ein langer Weg. Düsseldorf 2000, ISBN 3-491-70323-9.
- Sylvia Brathuhn: Trauer und Selbstwerdung. Eine philosophisch-pädagogische Grundlegung des Phänomens Trauer. Würzburg 2006, ISBN 3-8260-3387-6. Zugleich Dissertation Koblenz, Landau 2005.
- Jorgos Canacakis: Ich sehe deine Tränen – Trauern, Klagen, Leben können. Kreuz-Verlag, Stuttgart, 1987, ISBN 3-7831-0877-2.
- Christine Fleck-Bohaumilitzky: Wenn Kinder trauern. Was sie fühlen – was sie fragen – was sie brauchen. Ostfildern 2016, ISBN 978-3-8436-0871-8.
- Sigmund Freud: Trauer und Melancholie. In: Sigmund Freud, Studienausgabe. Band 3. 1915, S. 193–194.
- Peter Godzik (Hrsg.): Der eigenen Trauer begegnen. Ein Lebens- und Lernbuch. Steinmann-Verlag, Rosengarten b. Hamburg 2011, ISBN 978-3-927043-45-9.
- Markwart Herzog (Hrsg.): Totengedenken und Trauerkultur. Stuttgart 2001.
- Verena Kast: Sich einlassen und loslassen. Neue Lebensmöglichkeiten bei Trauer und Trennung. Herder, Freiburg 1994, 2008, ISBN 978-3-451-04261-4.
- Dennis Klass, Phyllis R. Silverman, Steven L. Nickman (Hrsg.): Continuing Bonds. New Understandings of Grief (= Series in death education, aging, and health care.) Taylor & Francis, Washington, DC, 1996, ISBN 978-1-56032-336-5.
- Norbert Mucksch: Trauernde hören, wertschätzen, verstehen. Die personzentrierte Haltung in der Begleitung. Göttingen 2015, ISBN 978-3-525-40255-9.
- Monika Müller, Matthias Schnegg: Unwiederbringlich. Vom Sinn der Trauer. Hilfen bei Verlust und Tod (= Herder spektrum. Band 4396). Freiburg/ Basel/ Wien 1999, ISBN 3-451-04796-9.
- Klaus Onnasch und Ursula Gast: Trauern mit Leib und Seele, Stuttgart: Klett-Cotta 2011 (7. Aufl. 2024). ISBN 978-3-608-86029-0
- Fritz Roth (Bestatter): Das letzte Hemd ist bunt. Die neue Freiheit in der Sterbekultur. Campus-Verlag, Frankfurt am Main 2011, ISBN 978-3-593-39476-3.
- Klaus Schäferː Trösten – aber wie? Ein Leitfaden zur Begleitung von Trauernden und Kranken. Regensburg 2009, ISBN 978-3-7917-2204-7.
- Hedi Sehr: Jakob, Katharina und Paul nehmen Abschied von Opa Karl – Ein Leitfaden für betroffene Familien. Verlag am Birnbach, Beselich-Obertiefenbach 2012, ISBN 978-3-86508-468-2.
- Hanne Shah, Thomas Weber: Trauer und Trauma. Die Hilflosigkeit der Betroffenen und der Helfer und warum es so schwer ist, die jeweils andere Seite zu verstehen. Kröning 2013, ISBN 978-3-89334-577-9.
- Reiner Sörries: Herzliches Beileid. Eine Kulturgeschichte der Trauer. Primus, Darmstadt 2012, ISBN 978-3-89678-860-3.
- Yorick Spiegel: Der Prozeß des Trauerns. Analyse und Beratung. Gütersloh 1973, ISBN 3-579-05060-5.
- Thomas Trummer (Hrsg.): Trauer. Mit Beiträgen von Sigmund Freud, Roland Barthes und Jacques Derrida. Wien 2003, ISBN 3-85165-606-7.
- Joachim Wittkowski: Psychologie des Todes(= Wissenschaftliche Buchgesellschaft, Forum. Band 56), Darmstadt 1990, ISBN 3-534-80128-8.
- William James Worden: Beratung und Therapie in Trauerfällen. Bern u. a. 1986 (1998 neu erschienen bei Huber, ISBN 3-456-81484-4).

### Beiträge in Sammelwerken und Zeitschriftenartikel
- Martin W. Angler: Wenn Trauer nicht mehr endet. In: Neue Zürcher Zeitung, Zürich 2023
- Eberhard Aulbert, Friedemann Nauck, Lukas Radbruch (Hrsg.): Trauer in der Palliativmedizin. In: Lehrbuch der Palliativmedizin. Schattauer, Stuttgart (1997) 3., aktualisierte Auflage 2012, ISBN 978-3-7945-2666-6, S. 1173–1194.
- Norbert Fischer, Sylvina Zander: Gesten der Trauer. Imaginierte Weiblichkeit in der Grabmalkultur vom späten 18. bis zum frühen 20. Jahrhundert. In: Friedhof und Denkmal. Band 48, 2003, Heft 1, S. 6–14, und Heft 3, S. 18–30.
- Christian Metz: Die vielen Gesichter der Trauer: Anregungen zum Umgang mit Trauer und Trauernden, in: Palliative Care und Psychotherapie, Band 1, Nummer 3, S. 177–186. online verfügbar
- Monika Müller: Trauer. Vortrag im Rahmen der Veranstaltung „Nun müsste es doch langsam wieder gut sein …“ – Umgang mit Trauer. Gehalten am 17. Februar 1995, Karl-Rahner-Akademie, Köln 1995.
- Chris Paul, Monika Müller, Trauerprozesse verstehen und begleiten in: Cornelia Knipping (Hrsg.), Lehrbuch Palliative Care, 2., durchgesehene und korrigierte Auflage, Bern 2007 (= Fachpflege – Palliative Care) ISBN 978-3-456-84460-2, S. 410–419.
- Chris Paul: Trauerprozesse benennen. In: Chris Paul (Hrsg.): Neue Wege in der Sterbe- und Trauerbegleitung. Hintergründe und Erfahrungsberichte. Vollständig überarbeitete und ergänzte Neuauflage, Gütersloh 2011, ISBN 978-3-579-06835-0, S. 69–84. (Als Ergebnis einer Arbeitsgruppe (2007–2009) (Christian Fleck, Christina Kudling, Susanne Kraft, Chris Paul, Dieter Steuer) der damaligen Bundesarbeitsgemeinschaft Trauerbegleitung (jetzt Bundesverband Trauerbegleitung e. V.) klärt der Text die Begriffe „nicht erschwerte“ – „erschwerte“ – „komplizierte Trauer“/„verlängerte Trauerstörung“, „traumatische Trauer“) online verfügbar (PDF; 3,5 MB) in einer Kurzfassung veröffentlicht, in: Leidfaden, 2013, Heft 2. (PDF; 85 KB)

### Fachzeitschrift
- Leidfaden – Fachmagazin für Krisen, Leid, Trauer. Vandenhoeck & Ruprecht, Göttingen, ab Heft 0/2011, ISSN 2192-1202